# Enrico I di Augusta
Enrico I di Augusta (923 – Capo Colonna, 14 luglio 982) è stato un vescovo cattolico tedesco.

## Biografia
Figlio del margravio d'Austria Burcardo e della figlia, della quale non si sa il nome, del duca di Baviera Arnolfo appartenente alla dinastia dei Luitpoldingi, nel 973 successe ad Ulrico come vescovo di Augusta. A differenza di Ulrico, però, ebbe un cattivo rapporto con i suoi sudditi del vescovado e anche un eccessivo atteggiamento di aggressività nei confronti del Sacro Romano Impero.
Nel 977 si alleò con i cugini Enrico II il Litigioso ed Enrico III durante la guerra dei tre Enrichi combattuta contro l'imperatore Ottone II. Nel 978, durante la Settimana Santa, il tribunale della Corte Imperiale di Magdeburgo condannò i cugini all'esilio e alla decadenza dalle loro signorie, mentre Enrico I venne condannato alla reclusione nell'abbazia di Werden sotto la custodia dell'abate Liudolfo, ma dopo solo tre mesi di detenzione l'imperatore decise di liberarlo in seguito alla petizione presentata dal clero della sua diocesi.
Nel 981 entrò nell'esercito di Ottone II (composto da 2 100 unità di cavalleria pesante), insieme ad un altro centinaio di uomini appartenenti alla sua diocesi, per combattere contro i musulmani dell'Emirato di Sicilia che stavano invadendo la Calabria. Perse la vita nella battaglia di Capo Colonna il 14 luglio 982.
Nel suo testamento lasciò in eredità i suoi possedimenti di Geisenhausen, ereditati dal padre, alla chiesa di Augusta.